# Кастиљоне Тинела
Кастиљоне Тинела (итал. Castiglione Tinella) је насеље у Италији у округу Кунео, региону Пијемонт.
Према процени из 2011. у насељу је живело 218 становника. Насеље се налази на надморској висини од 400 м.

## Становништво
| 1936. | 1951. | 1961. | 1971. | 1981. | 1991. | 2001. | 2011. |
| ----- | ----- | ----- | ----- | ----- | ----- | ----- | ----- |
| 1.783 | 1.552 | 1.284 | 1.078 | 996   | 949   | 877   | 871   |